# Hugues Ier de Rodez
Pour les articles homonymes, voir Hugues de Rodez et Hugues Ier.
Hugues Ier de Rodez, né vers 1090, mort entre 1154 et 1162, fut comte de Rodez et vicomte de Carlat depuis la mort de son père (entre 1119 et 1132) à sa propre mort. Il était fils de Richard de Millau, comte de Rodez et vicomte de Carlat et d'Adélaïs.

## Biographie
Il épousa Ermengarde († 1176 ou 1196), vicomtesse de Creyssels, fille de Bernard, vicomte de Creyssels, et eut :
- Richard II († apr. 1195), comte de Rodez ;
- Hugues II († c. 1208), comte de Rodez ;
- Hugues († 1214), évêque de Rodez ;
- Bernard, seigneur de Calmont († c. 1230), ancêtre de la famille d'Arpajon ;
- Guillaume, prieur de Saint-Amans.

Après sa mort, Ermengarde prit le voile.

## Sigillographie et emblématique
Le sceau que Hugues Ier de Rodez utilise en 1140 est l'un des premiers dont le champ est envahi par un emblème héraldique, une aigle, ce qui constitue une étape importante dans le processus de naissance des armoiries.